# Zaloujany (raïon de Sambir)
 (mai 2021).
Pour les articles homonymes, voir Zaloujany.
Zaloujany (en ukrainien : Залужани) est un village l'oblast de Lviv, en Ukraine. 

## Géographie
Zaloujany se trouve à 14,7 km au sud du centre de Sambir, à 50 km à l'est-nord-est de Lviv.

## Histoire
Le village est mentionné la première fois au Xe siècle.

## Population
Il compte 386 habitants (2001).
| 1880 | 1885 | 1892 | 1903 | 1939  | 1989 | 2001 |
| ---- | ---- | ---- | ---- | ----- | ---- | ---- |
| 852  | 858  | 853  | 967  | 1 013 | 398  | 386  |